# Лейман, Анн-Бритт
Анн-Бритт Лейман (после замужества — Ольссон, швед. Ann-Britt Leyman (Olsson); 10 июня 1922, Стенунгсунд — 5 января 2013, Hisings Kärra) — шведская легкоатлетка, бронзовый призёр летних Олимпийских игр в Лондоне (1948) по прыжкам в длину.

## Биография
Выиграла 15 национальных чемпионатов в спринте (1941—1949) на дистанциях: 80 м (1941), 100 м (1942—1944 и 1946—1949) и 200 м (1942—1947 и 1949). Также завоевала три серебряных и три бронзовых медали чемпионатов Швеции. В 1946 г. на чемпионате Европы по легкой атлетике в Осло заняла четвёртое место на дистанции 100 м, шестое — на 200-метровке и была пятой в составе сборной Швеции в эстафете 4 × 100 м. Установила несколько шведских национальных рекордов на 100-метровке, начиная с 12,3 в 1942 г. и пробежав за 12,0 в 1948 г.
На летних Олимпийских игр в Лондоне (1948) завоевала бронзу в соревнованиях по прыжкам в длину.